# Kênh đào Rhein-Main-Donau
Kênh đào Rhein-Main-Donau (tiếng Đức: Rhein-Main-Donau-Kanal, còn được gọi là kênh đào Main-Donau, kênh đào RMD hay kênh đào Europa), nằm ở Bayern, Đức, kết nối các sông Danube và sông Main trên lưu vực châu Âu, chạy từ Bamberg qua Nuremberg đến Kelheim. Kênh kết nối Biển Bắc và Đại Tây Dương tới Biển Đen, cung cấp một đường vận tải thủy huyết mạch giữa các vùng đồng bằng sông Rhein (tại Rotterdam ở Hà Lan) và đồng bằng sông Danube ở miền đông România. Con kênh hiện nay được hoàn thành vào năm 1992 và có chiều dài 171 km (106 dặm Anh).